# Furkan Demir
Furkan Demir (Vienna, 29 novembre 2004) è un calciatore turco con cittadinanza austriaca, difensore dell'Hartberg in prestito dal Rapid Vienna.

## Biografia
È fratello minore di Yusuf Demir.

## Carriera

### Club
Cresciuto nel settore giovanile del Rapid Vienna, nel 2022 è stato assegnato alla formazione riserve dove ha debuttato il 22 luglio nella partita di 2. Liga pareggiata 2-2 contro il Vorwärts Steyr.
Il 5 settembre 2024, dopo complessive 3 reti in 39 presenze con le riserve, è stato ceduto in prestito per una stagione all'Hartberg, club di prima divisione, con cui ha giocato 25 partite di campionato.

### Nazionale
Ha giocato con la nazionale turca Under-20.

## Statistiche

### Presenze e reti nei club
Statistiche aggiornate al 27 maggio 2025.
| Stagione        | Squadra         | Campionato      | Campionato | Campionato | Coppe nazionali | Coppe nazionali | Coppe nazionali | Coppe continentali | Coppe continentali | Coppe continentali | Altre coppe | Altre coppe | Altre coppe | Totale | Totale | Totale |
| Stagione        | Squadra         | Comp            | Pres       | Reti       | Comp            | Pres            | Reti            | Comp               | Pres               | Reti               | Comp        | Pres        | Reti        | Pres   | Reti   |        |
| --------------- | --------------- | --------------- | ---------- | ---------- | --------------- | --------------- | --------------- | ------------------ | ------------------ | ------------------ | ----------- | ----------- | ----------- | ------ | ------ | ------ |
| 2022-2023       | Rapid Vienna II | 2L              | 10         | 1          | -               | -               | -               | -                  | -                  | -                  | -           | -           | -           | 10     | 1      |        |
| 2023-2024       | Rapid Vienna II | RL              | 27         | 2          | -               | -               | -               | -                  | -                  | -                  | -           | -           | -           | 27     | 2      |        |
| ago. 2024       | Rapid Vienna II | 2L              | 2          | 0          | -               | -               | -               | -                  | -                  | -                  | -           | -           | -           | 2      | 0      |        |
| 2024-2025       | Hartberg        | BL              | 25         | 0          | CA              | 4               | 0               | -                  | -                  | -                  | -           | -           | -           | 29     | 0      |        |
| Totale carriera | Totale carriera | Totale carriera | 64         | 3          |                 | 4               | 0               |                    | -                  | -                  |             | -           | -           | 68     | 3      |        |